# First Suite in Es (Holst)
First Suite in Es for Military Band, beter bekend onder de naam First Suite in Es is een compositie uit 1909 van Gustav Holst. De Brit componeerde het in 1909 voor harmonieorkest. Samen met zijn Second Suite in F for Military Band (opus 28.2 uit 1911) wordt het gezien als een standaardwerk in het repertoire voor harmonieorkesten. 
De First Suite in Es for Military Band bestaat uit drie delen, ieder deel heeft zijn eigen karakter en vorm. De hele compositie is gebaseerd op een 8-maten melodie die herinnert aan Engelse volksliederen; maar de melodieën zijn van Holst zelf. 
Er bestaan verschillende uitgaven van dit werk van Holst. De recentste is die van Colin Matthews uit 1984.
Er bestaan talloze opnames op langspeelplaat, cd en dvd van dit werk. 